# Palacio de Correos de Montevideo
Das Edificio del Correo (Palacio de Correos de Montevideo) ist ein Bauwerk in der uruguayischen Landeshauptstadt Montevideo.
Das von 1923 bis 1925 errichtete Gebäude befindet sich in der Ciudad Vieja an der Calle Buenos Aires 467–469, Ecke Misiones 1310–1322. Planungs-Architekt des als Bürohaus konzipierten Bauwerks war Juan María Aubriot. Der Bau wurde durch die Ingenieure Chiacone & Cía. durchgeführt.